# Introduction à l'espoir
 (mars 2019).
Introduction à l'espoir (Introducción a la esperanza) est une peinture de contestation politique de Luis Felipe Noé (en) datant de 1963. Cette œuvre faite à huile sur toile est constituée de 7 parties distinctes (polyptyque). Elle a été présentée avec la peinture Cerrado por brujeria et a gagné le Prix Palanza de l'institut de Torcuato Di Tella la même année. Cette peinture fut présentée en exposition individuelle en 1966 à New York.

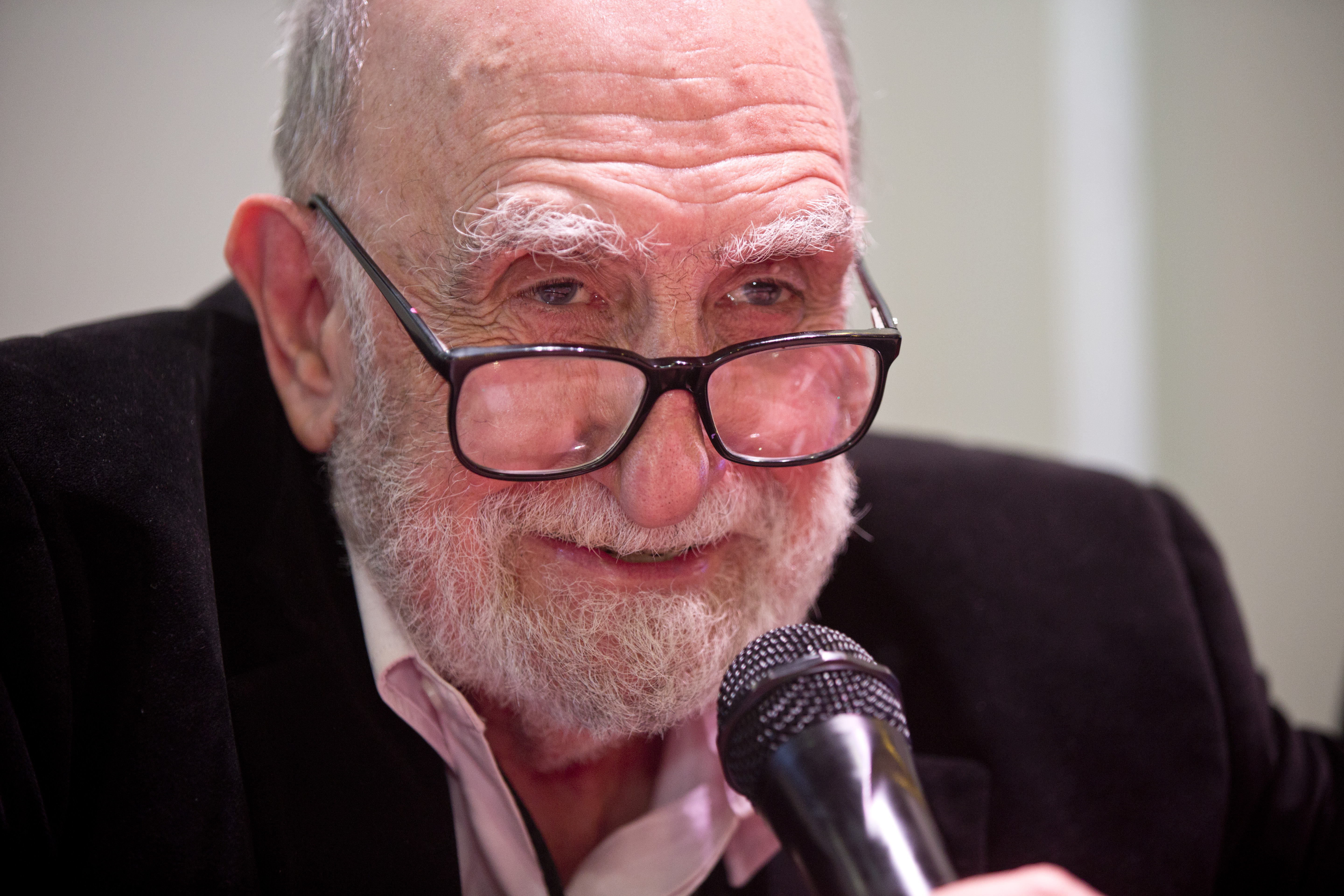
Luis Felipe Noé en 2017

## Contexte

### Vie de l'artiste
Luis Felipe Noé est un peintre argentin né le 29 mai 1933. Il a vécu et travaillé à Buenos Aires. C'est un artiste qui a fait partie du groupe Otra figuracion, notamment durant la création de Introduction à l’espoir. Ce rassemblement de 4 peintres (Romulo Maccio, Ernesto Deira, Jorge de la Vega et Luis Felipe Noé) voulait donner une nouvelle image de l'Homme. Pour cela ils utilisaient la violence de leurs œuvres. Mais celle-ci était également peinte pour casser les codes structurels de la peinture qui les précédait, cependant cette rupture fut partielle. Leurs expositions et travaux ont grandement influencé l'art neo-figuratif (es).

### Contexte politique et social
Histoire de l'Argentine
Après un coup d'État militaire en 1955 contre Perón, la politique argentine fut instable et remplie de conflits violents. En effet le péronisme devient illégal mais est toujours très présent, cela entrainant de nombreuses tensions.

## Description
Cette peinture est un polyptyque. Elle représente une manifestation (dans le tableau principal), celle-ci est constituée d'une masse d'hommes et de visages qui se bousculent, ils expriment différents sentiments : certains crient, d'autres ont l'air de rire ou encore d'être emplis de tristesse. Ces personnages qui deviennent alors anonymes sont peints en une multitude de gris. Ils brandissent des panneaux (autres tableaux de la peinture) remplis de slogans et de portrait. Ils sont à l'image de candidats politiques. Ceux-ci sont montrés comme des oppresseurs colorés souriants au dessus de la foule. Différents slogans sont visibles tels que « vote pour la force aveugle » ainsi que « champion, ne nous quitte pas », slogan qui parle à Perón, dont il était interdit de parler à ce moment-là. On peut notamment parler du panneau affichant «Le christ parle dans le Luna park », qui peut être considéré comme le plus incohérent est une référence à une époque de sa jeunesse où ce slogan était affiché partout à Buenos Aires. Celui-ci est donc la seule partie réellement réaliste du tableau.

## Interprétation
Cette œuvre est un essai de déstructuration de l'idée de peinture. Luis Felipe Noé a commencé ce travail par la division structurelle du tableau. Il voulait casser l'unité originelle de l’œuvre car les autres tableaux de la peinture créent une opposition avec le cadre habituel. De plus, l'artiste cherchait durant cette époque à fusionner les différentes atmosphères qui se dégagent des personnages de ses œuvres. Le noir et blanc de la masse représente alors la demande du peuple envers les candidats mais également le désespoir. Les couleurs, au contraire, montrent l'éloquence et l'importance des discours politiques de l'époque.
Cette peinture se place dans le contexte très complexe de l'argentine durant les années 1950 et 1960. La politique alternant entre coup d'État et élections (tout cela en interdisant le péronisme dans les années 1960) divisant alors la population argentine en deux. Les tensions et les confrontations sont donc nombreuses. La peinture au travers de son titre et des dessins montre un espoir d'unité face à ce chaos.
Introduccion a la esperanza est une œuvre centrée sur le chaos ( « Je crois que le chaos a une importance »). En effet, selon Luis Felipe Noé, le chaos possède un sens historique et philosophique qui se montre à travers l'art, il reflète alors la réalité. Cet ensemble de peintures montre le sentiment d'anarchie (l'incohérence idéologique et le chaos social) qui ressort du processus politique argentin d'après Luis Noé. Ce travail sur le chaos a été repéré notamment par le curateur Solomon R. Guggeinheim qui a dit que Noé « utilisait le chaos comme structure de l’œuvre »

## Sources
- postwar.hausderkunst.de
- www.bellasartes.gob.ar
- Avant-Garde, Internationalism, and Politics: Argentine Art in the Sixties de Andrea Giunta [6]
- (es) « Introducción a la esperanza «  Museos vivos », sur educ.ar (consulté le 25 décembre 2023)
- https://www.lanacion.com.ar/2041037-luis-felipe-noe-una-mirada-hacia-60-anos-con-la-pintura